# Sopa de cação
Sopa de cação é um prato típico da culinária portuguesa, originária do Alentejo. 
Esta é preparada com lombos de peixe cação temperado com folhas de louro, paprika e vinagre num caldo de alho e coentros, este é um prato que é tradicionalmente servido com pão Alentejano na sopa ou com a sopa.
Existem algumas variações em que o caldo é enriquecido e engrossado com um pouco de farinha e o peixe é desfiado para não ter espinhas.